# Oscar Rodrigues
Oscar Spindola Rodrigues Junior (Sobral, 8 de março de 1957) é um empresário e político brasileiro filiado ao União Brasil. Nas eleições de 2022, foi eleito deputado estadual pelo Ceará, e nas eleições municipais de Sobral em 2024 foi eleito prefeito de Sobral.

## Biografia
Natural de Sobral, no Ceará, Oscar é fundador do Centro Universitário Inta (Uninta). É pai de seis filhos, entre eles, o deputado federal Moses Rodrigues.
Foi professor da Universidade Estadual Vale do Acaraú (UVA), onde lecionou por 25 anos.
Nas eleições de 2020, foi indicado como candidato à oposição ao cargo de Prefeito de Sobral. Na disputa, alcançou mais de 40% dos votos válidos, porém foi derrotado por Ivo Gomes que conseguiu a reeleição naquele ano.
Em 2022, foi eleito deputado estadual do Ceará, com 54.066 votos. Seus votos vieram principalmente da região de Sobral, onde havia sido candidato a prefeito dois anos antes.
Em 2024, Oscar foi novamente candidato a Prefeito de Sobral. Desta vez, conseguiu 52,42% dos votos válidos e venceu a disputa contra a ex-governadora do Ceará e "número 2" do Ministério da Educação, Izolda Cela (PSB). Izolda é casada com o ex-prefeito de Sobral, Veveu Arruda (PT), e aliada do então prefeito Ivo Gomes. O resultado histórico interrompeu uma longa tradição do grupo Ferreira Gomes na gestão do município.

## Controvérsias

### Reversão de aposentadoria
Em 2009, Oscar Rodrigues obteve sua aposentadoria da UVA por invalidez. Porém, anos depois constatou-se que ele continua trabalhando em seus empreendimentos, razão pela qual foi instaurado um processo administrativo na universidade. O Ministério Público do Ceará também instaurou Inquérito Civil contra Oscar Rodrigues. Além disso, foi instaurado procedimento administrativo junto à Procuradoria-Geral do Estado do Ceará (PGE), para apurar a concomitância da percepção de aposentadoria por invalidez com o exercício de atividades laborais, o que resultou no cancelamento da aposentadoria e na solicitação de retorno do servidor às atividades funcionais na UVA.
Em 2024, a Fundação de Previdência Social do Estado do Ceará publicou no Diário Oficial do Estado a reversão da aposentadoria por invalidez de Oscar Rodrigues.